# Kloster Xeropotamou

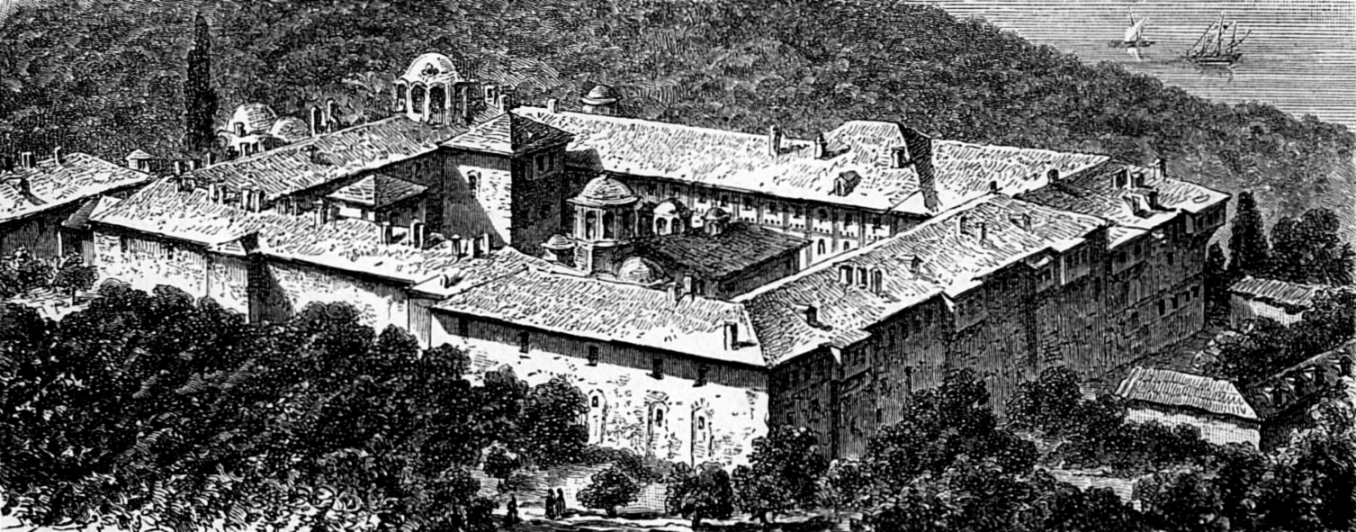
Das Kloster Xeropotamou, Zeichnung aus dem Brockhaus von 1894

Moni Xeropotamou (griechisch Μονή Ξηροποτάμου Moní Xiropotámou, deutsch ‚Kloster am Trockenbach‘) ist ein orthodoxes Kloster in der Mönchsrepublik auf der Halbinsel Athos in Griechenland. Es liegt an der Straße von Dafni nach Karyes in 200 m Höhe.
In der Hierarchie der Athos-Klöster steht es heute an achter Stelle, vor dem 16. Jahrhundert nahm es den 5. Rang ein. Es ist eines der zwanzig selbstverwalteten Klöster auf Athos
und war bei seiner Gründung dem Heiligen Nikephoros geweiht, seit der Mitte des 13. Jahrhunderts ist es den Vierzig Märtyrern von Sebaste gewidmet. Bis 1661 war es ein koinobitisches Kloster, während alle anderen Athosklöster die Idiorrhythmie angenommen hatten; diese Lebensform wurde 1981 wieder aufgenommen.
Zu den bekannten Kunstgegenständen gehört eine Kreuzreliquie und der Hostienteller der Pulcheria, angeblich aus dem 5. Jahrhundert, in Wirklichkeit ein Panhagiarion aus Steatit aus dem 14. Jahrhundert. Die Bibliothek des Klosters besitzt 550 Handschriften vom 10. bis ins 20. Jahrhundert und 4000 alte Drucke, das Archiv verwahrt 35 byzantinische und 200 postbyzantinische griechische Urkunden und Kopialbücher.
Die heutigen Gebäude stammen aus dem 18. Jahrhundert.

## Geschichte
Eine Gründung durch Kaiserin Pulcheria ist eine Legende ohne nachweisbares reales Fundament. Das Kloster wurde kurz vor 956 vermutlich als das zweite der Athos-Klöster gegründet. In der Forschung ist umstritten, ob Paulos Xeropotamites als Gründer während der gemeinsamen Herrschaft von Konstantin VII. und Romanos II. angesehen werden kann.  Vom 11. bis ins 13. Jahrhundert war Xeropotamou wegen seines Landbesitzes eines der reichsten Klöster auf der Halbinsel, die von Piratenangriffen verursachte Krise in der ersten Hälfte des 13. Jahrhunderts konnte aber bald überwunden werden. Schwere Brände ereigneten sich 1507 und 1609. Während 1489 noch 90 Mönche im Kloster lebten, waren es 1569 nur noch 23. Wirtschaftliche Unterstützung kam in der Türkenzeit aus den Donaufürstentümern und von den Ägäischen Inseln.